# Senegal en los Juegos Olímpicos de Barcelona 1992
Senegal estuvo representado en los Juegos Olímpicos de Barcelona 1992 por un total de 20 deportistas, 18 hombres y 2 mujeres, que compitieron en 4 deportes.
El equipo olímpico senegalés no obtuvo ninguna medalla en estos Juegos.